# Максим Кијевски
Максим Кијевски и Владимирски (митрополит кијевски и све Русије од 1283. године, у Русију је стигао 1283. - 6. децембра 1305.) - митрополит кијевски, владимирски и целе Русије. Наследник кијевског митрополита Кирила III. По националности Грк. Канонизован као светац.
Православна црква га прославља  6. децембра и 23. јуна (по јулијанском календару) .
Након пустошења Кијева од стране хорди кана Токтаја 1299. године, Максим је преселио митрополитску резиденцију („седиште“) из Кијева у Брјанск, а затим у Владимир (град). Епископ Симеон Владимирски премештен је у Ростов. Целокупно митрополитско свештенство пренесено је Владимир из Кијева, док је митрополитски управник остављен у древној престоници .
Према Василију Кључевском , "... 1299. године митрополит Максим, не могавши да издржи татарско насиље, окупио је све своје свештенство и напустио Кијев за Владимира на Кљазми ..." године свог наследника, митрополита Петра.
1304. године у Владимиру је на велики престо поставио кнеза Тверског Михаила Јарославича.
Покушао је да помири московског кнеза Јурија Даниловича са тверским кнезом Михаилом Јарославичем.
Подржавао је тверске кнезове против Јурија Московског.

## Црквене активности
1295 - у Владимиру је свргнуо Јакова са епископског трона и поставио Симона.
1300. - у Новгороду је за епископа посветио светог Теоктиста.
1301. - допутовао у Цариград на  сабор, где је епископ сарски Теогност предложио решавање питања о потребама Руске цркве.
Митрополит Максим је установио правило о посту, одређујући, поред Великог поста, апостолски, успенски и крсни пост, и одредио када је пост у среду и петак дозвољен.
Аутор је дела „Правила о посту и чувању брака“, где је инсистирао на обавези црквеног брака: „ Такође пишем да ви, децо моја, која сте рођена у крстионици, нови свештеник, треба да примите жене из свете католичке и апостолске цркве, жену за спасење човека. Али ако их држите у блуду, без венчања: каква сте помоћ? Не, молите их и наговарајте, чак и ако су стари или млади, венчавају се у цркви”.
Митрополит Максим је преминуо 6. децембра 1305. године у Владимиру на Кљазми.
Максим је сахрањен у Успенском Владимирском храму. Над местом сахране свеца саграђена је позлаћена надстрешница на којој је златним словима било исписано: „Максим Грк је посвећен у лето лета 6791 од Рођења Христовог 1283. године у Кијеву, али се често ради прогона Татара селио из Кијева у великоруски град Владимир, пастир Цркве Христа Максима 23 године, упокојен на лето лета 6812.”
На зиду изнад гроба свеца постављена је Максимовска икона Богородице, насликана 1299. године по визији митрополита Максима.